# Vale do Colca

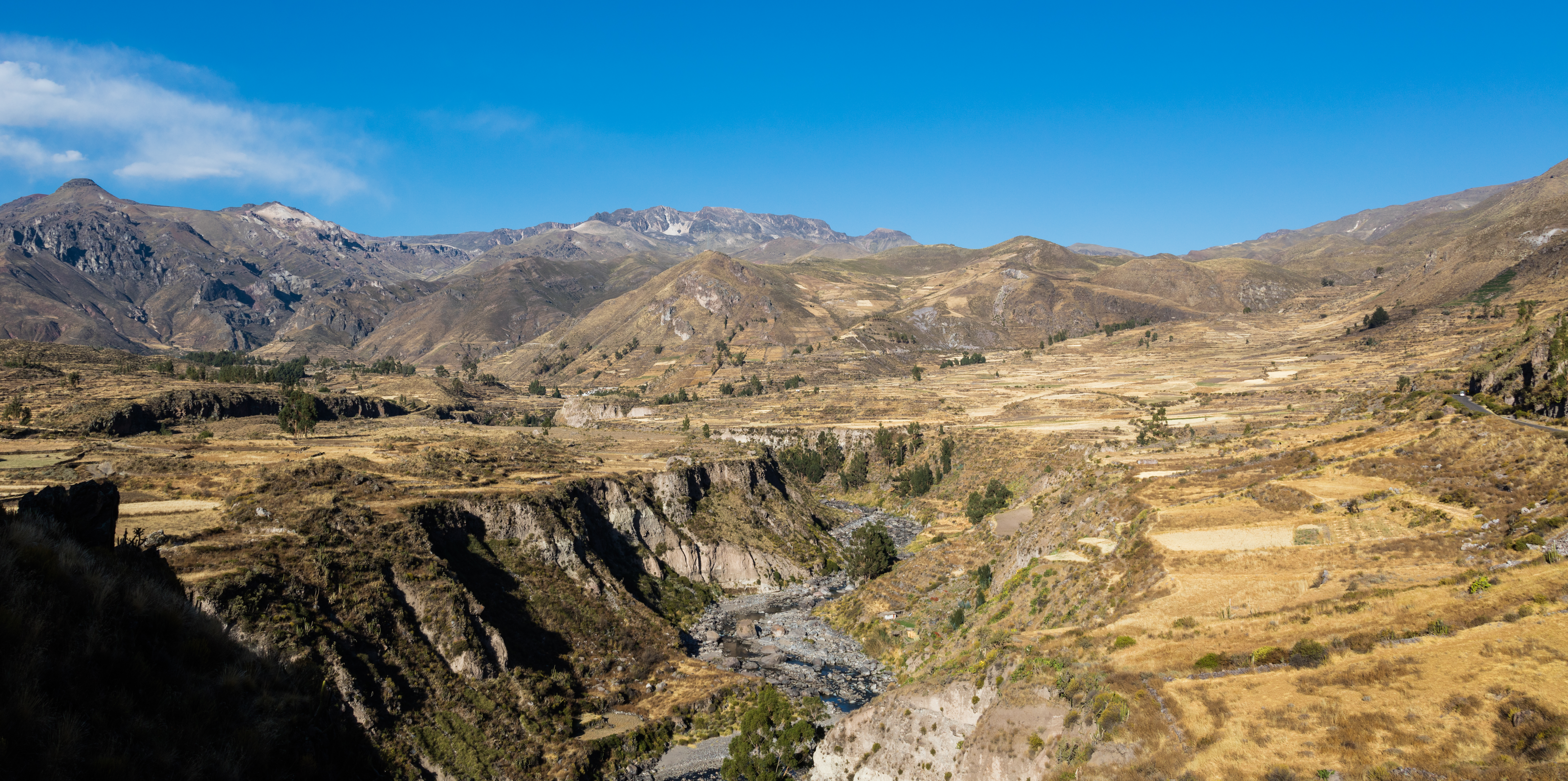
Vale do Colca

Vale do Colca (em castelhano:  Valle del Colca) é um cânion formado pelo rio Colca, no sul do Peru, localizado a cerca de 160 quilômetros a noroeste da cidade de Arequipa. É o terceiro destino turístico mais visitado do país, com cerca de 120 mil visitantes por ano. Com uma profundidade de 4 160 metros, é mais de duas vezes mais profundo que o Grand Canyon, nos Estados Unidos. O Colca é um colorido vale andino, historicamente povoado por povos pré-incas e por cidades fundadas na época colonial espanhola, o cânion ainda habitado pelas culturas collagua e cabana. As populações locais mantém suas tradições ancestrais e continuam a cultivar os terraços agrícolas construídos pelas civilizações antigas.
Uma das mais atrações do Vale do Colca, é a observação dos condores (condor-dos-andes), a maior ave voadora do mundo, que normalmente acontece no período matutino, pois dependem das correntes de ar quente para se manterem no ar.